# Barnasapkás álszajkó
A barnasapkás álszajkó (Trochalopteron austeni) a madarak osztályának verébalakúak (Passeriformes) rendjébe és a Leiothrichidae családjába tartozó faj.
Magyar neve forrással nincs megerősítve.

## Rendszerezése
A fajt Henry Haversham Godwin-Austen angol ornitológus írta le 1870-ben. Sorolták a Garrulax nembe Garrulax austeni néven.

## Alfajai
- Trochalopteron austeni austeni Godwin-Austen, 1870
- Trochalopteron austeni victoriae (Rippon, 1906)[2]

## Előfordulása
Ázsia déli részén, India és Mianmar területén honos. Természetes élőhelyei a szubtrópusi és trópusi hegyi esőerdők. Állandó, nem vonuló faj.

## Megjelenése
Testhossza 24 centiméter, testtömege 63-74 gramm.
|  |

## Életmódja
Rovarokkal és magvakkal táplálkozik.

## Természetvédelmi helyzete
Az elterjedési területe nem nagy, egyedszáma csökken, de még nem éri el a kritikus szintet. A Természetvédelmi Világszövetség Vörös listáján nem fenyegetett fajként szerepel.